# Wizkid (videogioco)
Wizkid è un videogioco d'azione a schermo fisso con elementi di avventura grafica e puzzle game pubblicato per Amiga, Atari ST e IBM PC dalla Ocean Software e sviluppato dalla Sensible Software nel 1992.
Wizkid è il sequel di Wizball, sviluppato e pubblicato dalle stesse case produttrici nel 1987.

## Accoglienza
La rivista Amiga Power ha assegnato alla versione per Amiga del gioco un punteggio complessivo del 91%, lodando la varietà del suo gameplay, affermando che si aggiunge a un "insieme folle, ma coeso". Amiga Power ha anche elogiato la grafica, il sonoro definito "eccellente", così come il senso dell'umorismo "bizzarro" e "surreale", definendo l'unicità del gioco "rinfrescante". La medesima testata ha anche classificato Wizkid come il 31° miglior gioco di tutti i tempi nel 1996.
Nel 1994, PC Gamer UK ha nominato Wizkid come il 42° miglior gioco per computer di tutti i tempi. Gli editori l'hanno definito "una gemma rara che merita un posto nella collezione di tutti, se non altro perché è assolutamente unico".